# Fannia rondanii
Fannia rondanii är en tvåvingeart som först beskrevs av Gabriel Strobl 1893.  Fannia rondanii ingår i släktet Fannia och familjen takdansflugor. Arten är reproducerande i Sverige. Inga underarter finns listade i Catalogue of Life.